# Ravi
Il Ravi (sanscrito: रवि, punjabi: ਰਾਵੀ, urdu: راوی) è un fiume dell'India e del Pakistan. È uno dei cinque fiumi che danno il nome alla regione del Punjab. Il Ravi era noto come Parushani o Iravati per gli Indiani nei tempi vedici e come Hydraotes per gli antichi Greci. Esso nasce tra le montagne dell'Himalaya nel distretto di Chamba dell'Himachal Pradesh seguendo un corso nord-occidentale. Volge a sud-ovest, vicino a Dalhousie, e scava poi una gola nella catena del Dhaola Dhar, entrando nella pianura del Punjab vicino a Madhopur. Scorre quindi per un tratto lungo la frontiera indo-pakistana prima di entrare nel Pakistan e di unirsi al fiume Chenab. La lunghezza totale del fiume Ravi è di circa 720 km. Le sue acque sono assegnate all'India in base al Trattato delle acque dell'Indo tra India e Pakistan e al conseguente Progetto del Bacino dell'Indo. È chiamato anche "il fiume di Lahore" in quanto quella grande città è situata sulla sua sponda orientale. Sulla sua sponda occidentale è invece situata la famosa tomba di Jahangir.

## Rig Veda
Parte della battaglia dei dieci re narrata nei Rig Veda fu combattuta sul fiume Parushani, che secondo Yāska (Nirukta, 9.26) corrisponde al fiume Iravati, cioè al fiume Ravi nella regione del Punjab. Macdonell and Keith scrivono che "il nome [Parusni] è certamente quello del fiume più tardi chiamato Ravi (Iravati)".